# 穀州
穀州（こくしゅう）は、中国にかつて存在した州。隋代から唐初にかけて、現在の河南省洛陽市北部と三門峡市にまたがる地域に設置された。

## 概要
596年（開皇16年）、隋により熊州新安県に穀州が置かれた。603年（仁寿3年）、穀州は廃止され、管轄県は洛州に移管された。618年（義寧2年）、新安県に新安郡が置かれた。
618年（武徳元年）、唐により新安郡が穀州と改められ、新安・東垣・澠池の3県を管轄した。621年（武徳4年）、唐が王世充を平定すると、穀州は洛州総管府に属した。東垣県は廃止され、新安県に編入された。627年（貞観元年）、新安県は洛州に移管された。穀州の州治は澠池県に移された。熊州は廃止され、福昌・永寧の2県は穀州に編入された。629年（貞観3年）、澠池県の県治は南の双橋に移され、穀州の州治は双橋に移された。632年（貞観6年）、穀州の州治は福昌県に移された。633年（貞観7年）、寿安県は洛州に移管された。657年（顕慶2年）、穀州は廃止され、管轄県は洛州に移管された。